# ادگار کانت
ادگار کانت (انگلیسی: Edgar Kant; ۲۱ فوریهٔ ۱۹۰۲ – ۱۶ اکتبر ۱۹۷۸) جغرافی‌دان و اقتصاددان، و رئیس دانشگاه اهل استونی بود.
وی در سال ۱۹۲۸ از دانشگاه تارتو فارغ‌التحصیل شد و از سال ۱۹۳۴ در این دانشگاه شروع به تدریس کرد، کانت در سال ۱۹۳۸ به عضویت آکادمی علوم استونی درآمد. در سپتامبر ۱۹۴۴ به سوئد رفت و در دانشگاه لوند مشغول به کار شد.